# Народный фронт (Исландия)
Народный Фронт (исл. Alþýðufylkingin) — исландская леворадикальная политическая партия, созданная в Доме Мира в Рейкьявике 12 января 2013 года.
С 2022 года партия практически не проявляла политической активности.

## История
В 2013 году в исландском Лево-зелёном движении произошёл раскол, и группа радикально настроенных членов движения во главе с Торвальдюром Торвальдссоном в Доме мира объявили о создании новой политической партии под названием «Народный Фронт» 12 января.
Партия Народный Фронт участвовала в парламентских выборах в 2013, 2016 и 2017 годах. Кроме того, на выборах в городской совет в 2014 и 2018 годах. Во всех этих случаях партия получила менее 0,5 % голосов. На национальном съезде партии в 2018 году было решено больше не выдвигать кандидатов в парламент и местные органы власти. Нишу радикальнее Лево-зелёного движения в Исландии заняла Исландская социалистическая партия.

## Идеология
Народный Фронт выступает резко против нахождения Исландии в таких организациях, как Европейский союз и НАТО, заявляя, что эти организации являются «империалистическими» и приведут Исландию к состоянию войны.
Также партия выступает за демократический социализм, бесплатное образование и здравоохранение и ставит эти принципы своими приоритетными.